# Gare de Gontaud - Fauguerolles
La gare de Gontaud - Fauguerolles est une gare ferroviaire française de la ligne de Bordeaux-Saint-Jean à Sète-Ville, située sur le territoire de la commune de Fauguerolles, à proximité de Gontaud-de-Nogaret, dans le département de Lot-et-Garonne, en région Nouvelle-Aquitaine.
Elle est mise en service en 1855 par la Compagnie des chemins de fer du Midi et du Canal latéral à la Garonne (Midi). 
C'était une halte voyageurs de la Société nationale des chemins de fer français (SNCF) du réseau TER Aquitaine, avant sa fermeture dans les années 2000.

## Situation ferroviaire
Établie à 33 mètres d'altitude, la gare de Gontaud - Fauguerolles est située au point kilométrique (PK) 88,135 de la ligne de Bordeaux-Saint-Jean à Sète-Ville, entre les gares de Marmande et de Tonneins.

## Histoire
La station de Fauguerolles est mise en service le 4 décembre 1855 par la Compagnie des chemins de fer du Midi et du Canal latéral à la Garonne (Midi), lorsqu'elle ouvre à l'exploitation la section de Langon à Tonneins de son chemin de fer de Bordeaux à Cette.
La compagnie du Midi indique, pour Fauguerolles, une recette de 35 129 francs en 1874 et de 37 072 francs en 1876.

## Service ferroviaire
Gontaud - Fauguerolles est une gare fermée à tous trafics.